# John Wodehouse, 1:e earl av Kimberley
John Wodehouse, 1:e earl av Kimberley, född 7 januari 1826 i Wymondham i Norfolk, död 8 april 1902 i London, var en brittisk statsman. Han var syssling till sir Philip Wodehouse. 
Vid sin faders död 1846 ärvde han titeln baron Wodehouse. I överhuset anslöt han sig till whigpartiet och var understatssekreterare för utrikes ärenden i Aberdeens och Palmerstons ministärer 1852-1856 samt maj 1856 till mars 1858 brittisk envoyé i Sankt Petersburg, den förste efter Krimkriget. Wodehouse var ånyo i Palmerstons ministär understatssekreterare för utrikes ärenden 1859-1861 och sändes december 1863 till Köpenhamn på en fruktlös mission i syfte att genom förhandlingar med Rysslands och Frankrikes därvarande sändebud åstadkomma en fredlig lösning av Slesvig-Holsteinska frågan. Han var en kort tid 1864 understatssekreterare för Indien och därpå november 1864-juni 1866 lordlöjtnant på Irland, där han kraftigt ingrep mot de feniska oroligheterna; till lön därför upphöjdes han 1866 till earl av Kimberley. Wodehouse var i Gladstones första ministär (december 1868-februari 1874) först lordsigillbevarare med säte i kabinettet och därpå, sedan juli 1870, kolonialminister och genomförde som sådan 1871 annexionen av Griqualand West. 
I samband därmed fick den på det nyförvärvade området uppväxande diamantgruvstaden efter honom namnet Kimberley. 1872 genomdrev han införandet av ansvarig självstyrelse i Kapkolonin. I Gladstones andra ministär var Wodehouse först kolonialminister april 1880-december 1882 och därefter till juni 1885 minister för Indien. Hans sydafrikanska politik var svag och vacklande och ledde till förlusten av Transvaal 1881. Wodehouse var i Gladstones tredje ministär, februari-augusti 1886, minister för Indien, erhöll samma post jämte lordpresidentsysslan i den fjärde Gladstoneministären augusti 1892-mars 1894 och var utrikesminister i ministären Rosebery mars 1894-juni 1895. Från 1896 var han den liberala oppositionens ledare i överhuset och gav som sådan ministären Salisbury värdefullt stöd under andra boerkrigets första kritiska skede. Han var en god departementschef och följde i politiken whigtraditionen från Palmerstons tid, dock utan dennes beslutsamma energi.